# Jane Austen in Manhattan
Jane Austen in Manhattan är en brittisk-amerikansk romantisk dramafilm från 1980 i regi av James Ivory. Filmen blev Anne Baxters sista och Sean Youngs debut.

## Handling
Rivaliserande scenbolag vill sätta upp den enda kompletta Jane Austen-pjäsen, den fiktiva "Sir Charles Grandison", som nyligen upptäckts.

## Rollista i urval
- Anne Baxter - Lilliana Zorska
- Robert Powell - Pierre
- Michael Wager - George Midash
- Tim Choate - Jamie
- John Guerrasio - Gregory
- Katrina Hodiak - Katya
- Kurt Johnson - Victor Charlton
- Philip Lenkowsky - Fritz
- Charles McCaughan - Billie
- Nancy New - Jenny
- Sean Young - Ariadne Charlton
- Iman - Sufi Leader